# Lissonota azteca
Lissonota azteca là một loài tò vò trong họ Ichneumonidae.